# Hưng Đạo, Cao Bằng
Hưng Đạo là một xã thuộc tỉnh Cao Bằng, Việt Nam.

## Địa lý
Xã Hưng Đạo nằm ở phía nam huyện Bảo Lạc, có vị trí địa lý:
- Phía đông giáp xã Huy Giáp
- Phía tây giáp xã Hưng Thịnh
- Phía nam giáp xã Sơn Lộ
- Phía bắc giáp xã Kim Cúc và xã Phan Thanh.

Xã Hưng Đạo có diện tích 32,37 km², dân số năm 2019 là 3.270 người, mật độ dân số đạt 101 người/km².
Quốc lộ 34 chạy qua phía bắc của xã. Trên địa bàn xã có núi Ngàm Vàng và núi Rảo Mửng. Các sông suối chảy trên địa bàn gồm: suối Bản Riền, khuổi Lắm, sông Neo, khuổi Rào và nậm Síu.

## Hành chính
Xã Hưng Đạo được chia thành 6 xóm: Khau Pa, Khuổi Tặc, Nà Chào, Nà Tồng, Ngàm Vàng, Phiêng Nà.

## Lịch sử
Sau năm 1975, Hưng Đạo là một xã thuộc huyện Bảo Lạc.
Ngày 13 tháng 12 năm 2007, Chính phủ ban hành Nghị định 183/2007/NĐ-CP về việc thành lập xã Hưng Thịnh trên cơ sở điều chỉnh 4.424 ha diện tích tự nhiên và 2.270 nhân khẩu của xã Hưng Đạo.
Sau khi điều chỉnh, xã Hưng Đạo còn lại 3.540 ha diện tích tự nhiên và 2.861 người.
Đến năm 2018, xã Hưng Đạo được chia thành 9 xóm: Cốc Ngòa, Khau Pa, Nà Chào, Nà Tồng, Nặm Đúng, Nặm Síu, Ngàm Vàng, Phiêng Nà, Khuổi Tặc.
Ngày 9 tháng 9 năm 2019, Hội đồng Nhân dân tỉnh Cao Bằng ban hành Nghị quyết số 27/NQ-HĐND về việc:
- Sáp nhập xóm Nặm Đúng vào xóm Nà Tồng
- Sáp nhập xóm Nặm Síu vào xóm Khuổi Tặc
- Sáp nhập xóm Cốc Ngòa vào xóm Nà Chào.